# Ахтерсте-Ерм
Ахтерсте-Ерм (нід. Achterste Erm) — селище в нідерландській провінції Дренте. Входить до муніципалітету Куворден.
Його площа становить 0,47 км², а населення станом на 2021 рік складало 80 осіб.
Перша згадка про населений пункт датується 1936 роком.